# Sam Smith
Samuel „Sam” Frederick Smith (n. 19 mai 1992, Londra, Anglia, Regatul Unit) este un cantautor britanic și laureat al premiului Oscar. A devenit cunoscut în octombrie 2012, contribuind la single-ul Latch, iar apoi la melodia La La La a lui Naughty Boy. 

## Carieră
Și-a lansat albumul de debut, intitulat In the Lonely Hour, în mai 2014.  Prima piesă de pe album, „Lay Me Down”, a fost lansată înaintea piesei „La La La”. A doua melodie, „Money on My Mind”, a devenit a doua sa piesă care să ajungă numărul unu în Regatul Unit.  A treia melodie de pe album, „Stay with Me”, a fost un succes la nivel internațional, ajungând pe locul unu în Regatul Unit și pe locul doi în Billboard Hot 100 din Statele Unite, în timp ce a patra piesă, I'm Not the Only One, a fost în top cinci în ambele țări. 
În decembrie 2014, Smith a fost nominalizat la șase premii Grammy, iar la cea de-a 57-a ediție a Premiile Grammy din februarie 2015 a câștigat patru: cel mai bun artist nou, înregistrarea anului și melodia anului (pentru piesa „Stay with Me”) și cel mai bun album vocal pop (pentru albumul „In the Lonely Hour”).